# DED Amsterdam
DED (De Eerste Driejarige) is een Nederlandse basketbalclub uit Amsterdam. In de jaren '50 en '60 maakte de club furore in de landelijke basketbalcompetitie en won het acht keer het landskampioenschap. Alleen Den Bosch won ooit meer landstitels.
DED werd opgericht in het jaar 1909 door een groep studenten. Anno 2021 is DED nog steeds actief

## Erelijst
- Landskampioen[3]

1946, 1947, 1950, 1952, 1953, 1954, 1956, 1958

## Links
- Officiële website